# Kap Washington
Das Kap Washington ist ein markantes, 275 m hohes Kap, welches das Südende der Polar-3-Halbinsel markiert, die ihrerseits die Wood Bay von der Terra Nova Bay im ostantarktischen Viktorialands trennt. Das Kap wiederum trennt die nördlich gelegene Borchgrevink-Küste von der südlich gelegenen Scott-Küste.
Entdeckt wurde es 1841 durch James Clark Ross bei dessen Antarktisexpedition (1839–1843). Ross benannte das Kap nach Kapitän John Washington (1800–1863) von der Royal Navy, Mitgründer und Sekretär der Royal Geographical Society zwischen 1836 und 1840.